# Halectinosoma wiesei
Halectinosoma wiesei is een eenoogkreeftjessoort uit de familie van de Ectinosomatidae. De wetenschappelijke naam van de soort is voor het eerst geldig gepubliceerd in 1932 door Smirnov.